# Jan van Huysum

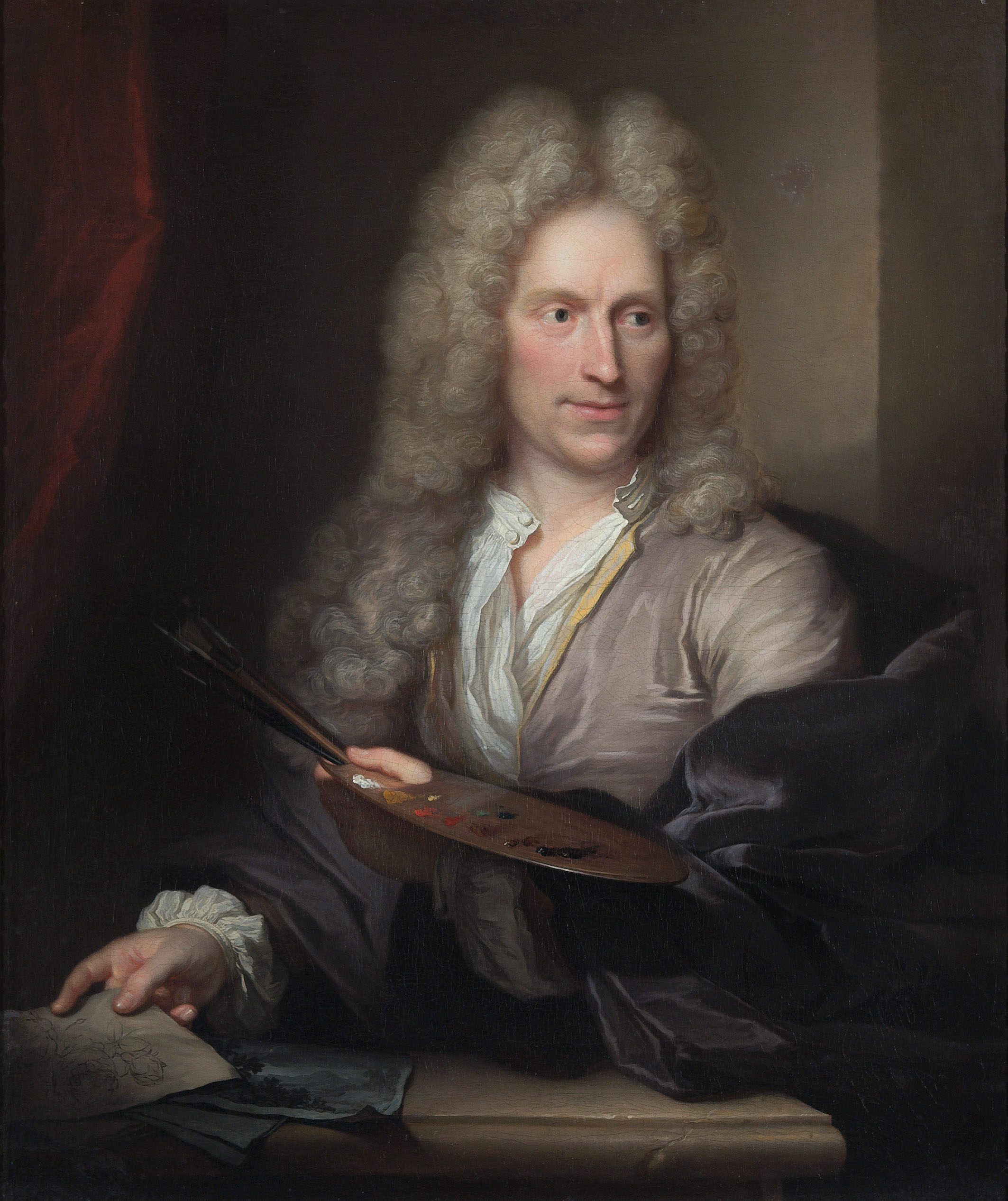
Jan van Huysum (1682–1749), Porträt von Arnold Boonen um 1720, Öl auf Leinwand 99.2 × 84 cm

Jan van Huysum (* 15. April 1682 in Amsterdam; † 8. Februar 1749 ebenda) war ein niederländischer Maler, dessen Werke im 18. Jahrhundert sehr gefragt waren.

## Leben
Huysum widmete sich unter der Leitung seines Vaters Justus van Huysum (1659–1716) der Landschaftsmalerei und fing erst im reiferen Alter an, Blumen- und Fruchtstücke zu malen, und zwar abweichend von der bisherigen Manier auf hellem Grund.
Seine Blumenstücke zeichnen sich durch außerordentliche Feinheit und Schmelz der Pinselführung aus und übertrafen in dieser Beziehung alles bisher Geleistete, weshalb er der „Phönix der Blumen- und Fruchtmaler“ genannt wurde.
Er malte gewöhnlich mit Insekten und Schmetterlingen belebte Sträuße von Tulpen, Hyazinthen, Rosen, Nelken, Mohn, Primeln und anderen Gartenblumen in Vasen auf Marmortischen und dazu Trauben, Pfirsiche, Vogelnester mit Eiern und Ähnliches.

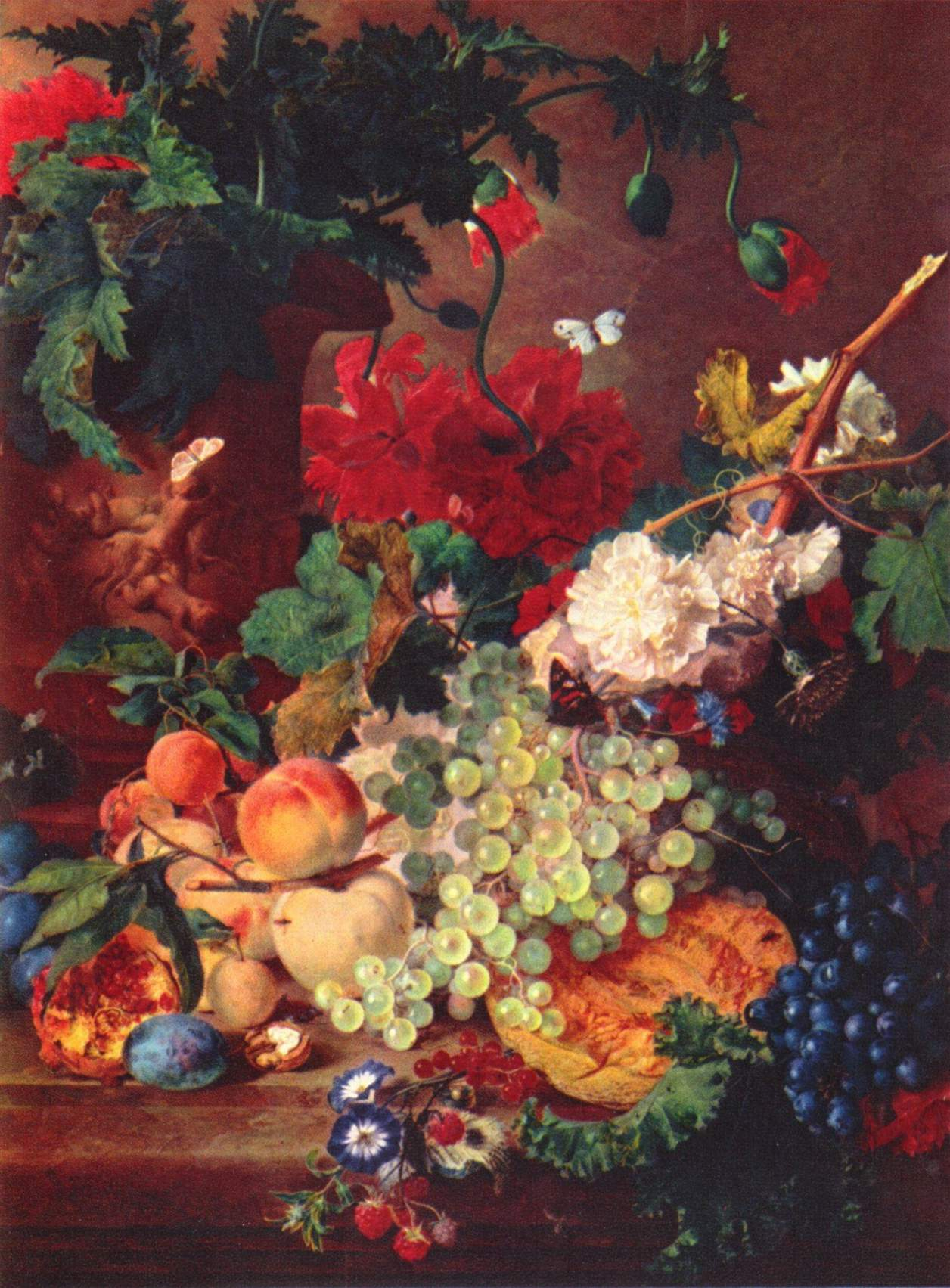
Blumen und Früchte

Flüchtiger sind seine späteren Arbeiten, wie auch seine Fruchtstücke weniger wertvoll sind. Er starb am 8. Februar 1749 in Amsterdam und hinterließ seine Frau und 20.000 Gulden. Meisterstücke von Huysum bewahren die Galerien von München, Berlin, Wien, Dresden und Petersburg.
Sein älterer Bruder Jacob van Huysum (1688–1740 in London) war ein gewandter Kopist der Werke Huysums sowie C. Lorrains, G. Poussins und anderer. Ein jüngerer Bruder namens Justus van Huysum (1685–1707) lieferte gute Schlachtenbilder, starb aber schon mit 21 Jahren.

## Gestohlenes Gemälde
Während der NS-Besatzung Italiens entwendete ein Wehrmachtssoldat ein wertvolles Gemälde van Huysums aus der Galleria Palatina im florentinischen Palazzo Pitti. Es handelte sich um Vaso con fiori, eines der zahlreichen Blumenbilder des niederländischen Künstlers. 1944 befand sich das Kunstwerk in einer Villa in Montagnana.

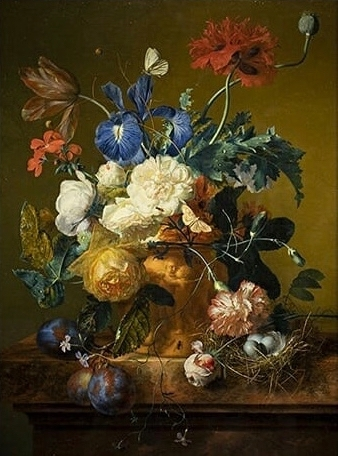
Vase mit Blumen

2019 wurde öffentlich gemacht, dass die Uffizien in Florenz die Rückgabe des Gemäldes fordern, welches sich laut dem Leiter der Uffizien, Eike Schmidt, bei einer Familie in Deutschland befinde. Das Werk sei 1991 nach der Wiedervereinigung Deutschlands aufgetaucht und seither hätten verschiedene „Vermittler“ von den italienischen Behörden eine Ablösesumme verlangt. „Eine so absurde Forderung, dass letztens die Staatsanwaltschaft Florenz Ermittlungen eröffnet hat“, teilten die Uffizien mit. Das Gemälde sei im Besitz des italienischen Staates, folglich nicht „veräußerbar oder erhältlich“. „Deutschland hat die moralische Pflicht, dieses Werk unserem Museum zurückzugeben“, sagte Schmidt. Das Gemälde wurde am 19. Juli 2019 in Beisein des deutschen Außenministers Heiko Maas zurückgegeben.

## Werke (Auswahl)
- Blumen, 1706, Leinwand, 89 × 72 cm. Hamburg, Kunsthalle.
- Blumen in einer Terrakottavase, 1736–1737, Leinwand, 134 × 92 cm. London, National Gallery.
- Blumen in einer Vase, 1726, Holz, 79 × 59 cm. London, Wallace Collection.
- Blumen und Früchte auf einer Marmortafel, 1727–1728, Holz, 80 × 60 cm. Schwerin, Staatliches Museum.
- Früchte, Kupfer, 51 × 43 cm. Amsterdam, Rijksmuseum.